# Emily Carey
Emily Joanna Carey (n. 30 aprilie 2003, Greater London, Anglia, Regatul Unit) este o actriță engleză. Ea și-a început cariera de actor din copilărie, jucând în teatru și în telenovela Casualty⁠(d) (2014-2017, 2021). Ulterior, a jucat versiuni adolescente ale personajelor feminine precum Diana Prince⁠(d) în Femeia fantastică (2017), Lara Croft în Tomb Raider⁠(d) (2018) și Alicent Hightower în serialul fantasy Casa Dragonului (2022). A jucat și în serialul pentru adolescenți Get Even⁠(d) (2020).

## Primii ani
Carey s-a născut în cartierul Barnet din Londra, într-o familie cu tradiție teatrală. Când avea trei ani, ea își ajuta bunica în garderoba teatrului West End, unde cea din urmă era angajată. La opt ani, a fost intervievată de un agent din show-biz. Michael Xavier⁠(d), cu care a făcut cunoștință la repetițiile musicalului The Sound of Music⁠(d), i-a recomandat să frecventeze în weekenduri cursuri de actorie la MX Masterclass, în care mai târziu Carey însăși a început să predea actorie.

## Carieră

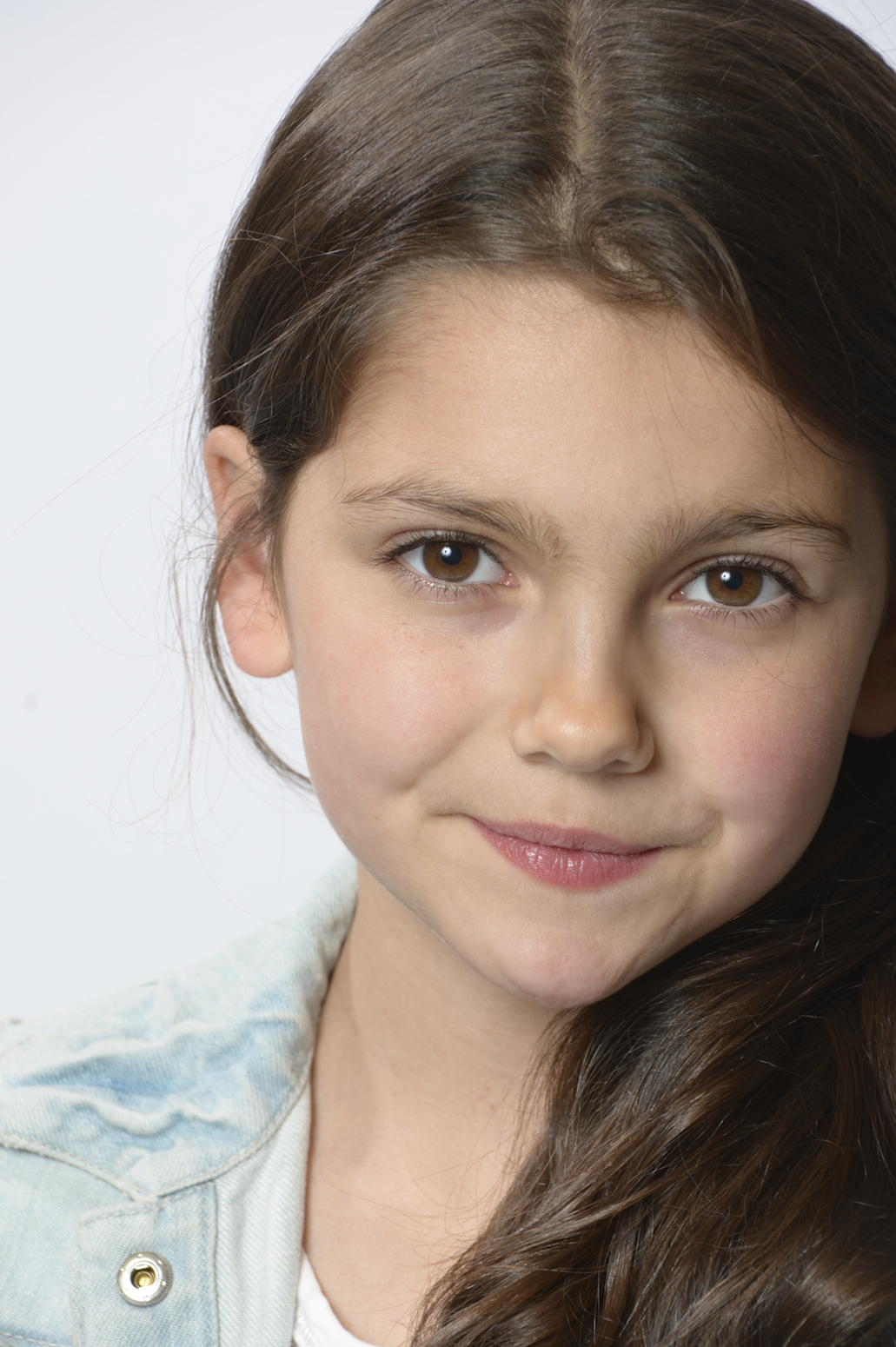
Carey în 2014

Carey și-a început cariera în 2013 în producția Shrek The Musical⁠(d) și în rolul Martei von Trapp în The Sound of Music⁠(d), cea din urmă fiind nominalizată la premiile Olivier.
În anul următor, Carey a preluat rolul lui Grace Beauchamp în serialul Casualty⁠(d); a jucat acest rol până în 2017 și a reluat în 2021. A apărut în videoclipul cover-ului „Baby, It's Cold Outside⁠(d)” interpretat de Idina Menzel și Michael Bublé. A jucat rolul lui Mary Conan Doyle în drama Houdini & Doyle⁠(d). Carey a fost menționată într-un articol al Huffington Post drept una din cele mai bune cinci vedete-copil din 2016.
Carey a debutat în lungmetraje în 2017, abordând rolul adolescentei Diana Prince⁠(d) (versiunea mai tânără a personajului principal) în Femeia fantastică. Ulterior, a jucat-o pe tânăra Lara Croft în filmul Tomb Raider⁠(d) din 2018. A semnat cu IMG Models în 2019.
În 2020, Carey a jucat-o pe Mika Cavanaugh în serialul pentru adolescenți Get Even⁠(d) și pe Anastasia în filmul Anastasia: Once Upon a Time⁠(d). A fost vocea lui Anne Frank și a Milei în filmele de animație Unde este Anne Frank? și, respectiv, Monster Family 2⁠(d).
În iulie 2021, a fost anunțat că Carey va juca rolul tinerei Alicent Hightower (versiunea adultă a personajului revenind Oliviei Cooke⁠(d)) în serialul fantasy Casa Dragonului. De asemenea, a jucat-o pe Teen Wendy în adaptarea cinematografică a romanului lui Laurie Fox, The Lost Girls⁠(d).

## Viață personală
Carey se identifică drept queer și folosește pronume „ea/ei” (în engleză „she/her”). A colaborat cu The Children's Trust⁠(d) la lansarea campaniei #MyBrave. Se află într-o relație cu muziciana Kellimarie Willis, membră a formației RLY⁠(d).

## Filmografie

### Film
| An   | Titlu                          | Rol                             | Note | Ref.   |
| ---- | ------------------------------ | ------------------------------- | ---- | ------ |
| 2017 | Femeia fantastică              | Diana⁠(d) la 12 ani              |      | [ 30 ] |
| 2018 | Tomb Raider⁠(d)                 | Lara la 14 ani                  |      | [ 31 ] |
| 2020 | Anastasia: Once Upon a Time⁠(d) | Anastasia                       |      | [ 32 ] |
| 2021 | Unde este Anne Frank?          | Anne Frank                      | Voce | [ 33 ] |
| 2022 | The Lost Girls⁠(d)              | Wendy Darling⁠(d) în adolescență |      | [ 34 ] |
| 2022 | The Canterville Ghost          | Virginia Otis                   | Voce | [ 35 ] |

### Televiziune
| An              | Titlu              | Rol                       | Note           | Ref.                 |
| --------------- | ------------------ | ------------------------- | -------------- | -------------------- |
| 2014-2017, 2021 | Casualty⁠(d)        | Grace Beauchamp           | 41 de episoade | [ 36 ] [ 37 ] [ 38 ] |
| 2016            | Houdini & Doyle⁠(d) | Mary Conan Doyle          | 6 episoade     | [ 32 ]               |
| 2019            | Turn Up Charlie⁠(d) | Bea                       | 1 episod       | [ 39 ]               |
| 2020            | Get Even⁠(d)        | Mika Cavanaugh            | rol principal  | [ 40 ]               |
| 2022            | Casa Dragonului    | Tânărul Alicent Hightower | 5 episoade     | [ 41 ] [ 42 ]        |
| 2023            | Platform 7         | Ella                      | va fi anunțat  | [ 43 ]               |
| viitor          | Kensal Town        | Juni Tosano               |                | [ 44 ]               |

### Videoclipuri
| An   | Titlu                        | Artist                        | Ref.   |
| ---- | ---------------------------- | ----------------------------- | ------ |
| 2014 | „Baby, It's Cold Outside⁠(d)” | Idina Menzel și Michael Bublé | [ 45 ] |

### Teatru
| An   | Titlu                 | Rol                           | Note                                                     | Ref.          |
| ---- | --------------------- | ----------------------------- | -------------------------------------------------------- | ------------- |
| 2013 | The Sound of Music⁠(d) | Marta Von Trapp               | Regents Park Openair Theatre                             | [ 46 ] [ 47 ] |
| 2013 | Shrek The Musical⁠(d)  | Shrek și Fiona în adolescență | Theatre Royal, Drury Lane⁠(d) iulie 2012 – februarie 2013 | [ 48 ]        |

### Jocuri video
| An   | Titlu                     | Rol          | Note | Ref.   |
| ---- | ------------------------- | ------------ | ---- | ------ |
| 2022 | Xenoblade Chronicles 3⁠(d) | tânăra Eunie |      | [ 49 ] |